# Sega Pico
La Kids Computer Pico (キッズコンピューター・ピコ, Kizzu Konpyūtā Piko), ou Sega Pico, est une console de jeux vidéo éducative conçue par Sega et sortie en juin 1993 au Japon, puis en 1994 en Amérique du Nord et en Europe.

## Spécifications techniques
Constructeur : Sega
Processeur 16-bit principal : Motorola 68000 (16 bits) à 7,67 MHz
Mémoire Non disponible
Affichage :
- Résolution 320×224 NTSC / 320×240 PAL
- Video Display Processor (VDP)

Audio Non disponible
E/S :
- 1 slot cartouche 50 broches
- sortie Audio/Vidéo
- mini DIN 9 broches (audio mono) en Europe
- RCA unique (audio mono) sur les premiers modèles JAP et USA
- 2 panneaux tactiles
- 1 périphérique de pointage : « stylo magique »
- 5 boutons d'actions
- 6 capteurs de page

Dimensions : 370 × 200 × 250 mm
Model No.
- Japon : HPC-0003, HPC-0007, HPC-0008
- Amérique : MK-49002
- Europe : MK-49002-50

Interface :
- Prise RVB de type Mega Drive 2
- Alimentation

## Jeux et logiciels
296 jeux sont sortis au Japon. 20 jeux sont édités en Amérique du Nord, et 15 ou 18 jeux le sont en Europe[réf. nécessaire].
| Titre | Année                    | Développeur         | Éditeur                            |
| --- | ------------------------ | ------------------- | ---------------------------------- |
| Adventures in Letterland With Jack and Jill | 1995                     | Realtime Associates | Thinking Cap                       |
| The Berenstain Bears: A School Day | 1995                     | Realtime Associates | Sega                               |
| Crayola: Create a World | 1995                     |                     | Sega                               |
| Disney's Pocahontas Riverbend Adventure | 1995                     | Realtime Associates | Sega                               |
| Ecco Jr. et la Chasse au trèsor sous-marine! | 1994                     |                     | Sega                               |
| The Great Counting Caper With the 3 Blind Mice | 1995                     | Realtime Associates | Thinking Cap                       |
| Muppets on the Go | 1996                     |                     | Sega                               |
| Musical Zoo | 1995                     |                     | Sega                               |
| Pepe's Puzzles | 1994 (JP) / 1995 (NA)    |                     | Sega                               |
| Une Journee Bien Remplie pour Cassis et Asticot | 1994 (US) / 1995 (EU)    | Realtime Associates | Sega                               |
| Sailor Moon SuperS | 1994 (JP)                | Bandai              | Bandai (JP)                        |
| Sailor Moon S | 1994 (JP)                | Bandai              | Bandai (JP)                        |
| Sailor Moon Sailor Stars | 1994 (JP)                | Bandai              | Bandai (JP)                        |
| Scholastic's The Magic School Bus | 1995 (US)                | Novotrade           | Sega                               |
| Sesame Street Alphabet Avenue | 1997                     |                     | Sega                               |
| Smart Alex and Smart Alice: Curious Kids | 1995                     | Novotrade           | Sega                               |
| Sonic the Hedgehog's Gameworld | 1994 (JP) / 1996 (NA)    | Aspect Co., Ltd.    | Sega                               |
| Tails et le Faiseur de Musique | 1994 (NA) / 1996 (JP)    | Novotrade           | Sega(US)/Imagineer (JP)            |
| Les Aventures du Roi Lion | 1995                     | Realtime Associates | Sega                               |
| Crayons Magiques | 1994 (NA) / 1995 (EU)    | Realtime Associates | Sega                               |
| Mickey: Fait un Voyage Eclair Dans le Passe | 1994 (NA/EU) / 1996 (JP) | Sega                | Sega                               |
| Mahō Kishi Rayearth Magic Knight Tanjō (魔法騎士レイアース マジックナイトたんじょう)                                                                  | 1995 (JP)                |                     |                                    |
| Math Antics with Disney's 101 Dalmatians | 1994 (NA)                | Sega                | Sega                               |
| Une année en compagnie de Winnie l'Ourson | 1994 (NA/EU)             | Novotrade           | Sega                               |
| Denji Sentai Megaranger (電磁戦隊メガレンジャー) | 1997 (JP)                | Sega                | Sega                               |
| Minimoni Eigo de Asobu n da pyon! | 2003 (JP)                | Sega                | Sega                               |
| Minimoni Shōgakkō e Iku n da pyon! | 2003 (JP)                | Sega                | Sega                               |
| Minimoni Terebi ni Deru n da pyon! | 2002 (JP)                | Sega                | Sega                               |
| Cutie Honey Flash (キューティーハニー フラッシュ) | 1997 (JP)                | Bandai              | Bandai                             |
| Ojamajo Doremi Dokka~n! (おジャ魔女どれみドッカ～ン!)                                                                                                 | 2002 (JP)                | Bandai              | Bandai                             |
| Pocket Monsters Advanced Generation : Hiragana Katakana Kakechatta! (ポケットモンスターアドバンスジェネレーション ・ひらがな カタカナ かけちゃった！) | 2003 (JP)                | Sega Toys           | Nintendo/TV Tokyo/ShoPro/Sega Toys |
| The Powerpuff Girls : Townsville de Daiboken! (美書女戦士セーラームーン • タウン図ビルで第ぼけん！)                                                   | 2001(JP)                 | Bandai              | Cartoon Network/TV Asahi/Bandai    |
| Futari Wa Pretty Cure (ふたりはプリキュア) | 2004 (JP)                | Bandai              | Bandai                             |
| Noddy's Toyland Adventures | 1997 (UK) (annulé)       | Silicon Dreams      | BBC Multimedia                     |
| Sonic Jr. | 1994/95 (annulé)         |                     |                                    |
| Janosch - Wir fahren mit dem Tigerbikel | (annulé)                 |                     |                                    |
| Maus und Bär auf Schatzsuche | (annulé)                 |                     |                                    |